# Ayrton Senna, O Musical
Ayrton Senna, O Musical é uma peça de teatro musical brasileira produzida pela Aventura Entretenimento em parceria com a família Senna e com apoio do Bradesco.
A estreia do espetáculo se deu no Teatro Riachuelo no Rio de Janeiro em 10 de novembro de 2017 e com término da temporada carioca em 4 de fevereiro de 2018. Já em São Paulo, a estreia ocorreu em 16 de março de 2018 no Teatro Sérgio Cardoso, com término em 3 de junho.
O espetáculo conta com 2h20 de duração com 15 minutos de intervalo e a classificação etária é livre.

## Enredo
A obra não é uma biografia sobre o piloto, contando sua carreira e conquistas de forma tradicional, trata-se de uma história parcialmente fictícia. O foco será a essência da sua personalidade e caráter, como o espírito guerreiro e de solidariedade que nortearam sua vida e carreira, além do seu humor, amores e a relação com a família.
A peça é desenvolvida com duas tramas paralelas. De um lado temos "Ayrton Senna"; o atleta focado, perfeccionista, competitivo e desejoso por vitórias e do outro lado temos "Beco" – apelido de Ayrton entre os familiares e amigos mais íntimos; um jovem nascido na cidade de São Paulo, que trabalha com a família, com seus sonhos, valores e ideais. No entanto, o roteiro não apaga os momentos de destaque da carreira e da vida do piloto tricampeão mundial, com especial atenção a sua primeira vitória no Grande Prêmio do Brasil, em Interlagos, no ano de 1991. Sua relação com os pais também recebe atenção no roteiro.
O espetáculo começa no Grande Prêmio de San Marino, em Ímola, na Itália, no ano de 1994 e se desenrola com o que pode ter passado pela mente de Ayrton naquelas últimas cinco voltas.

## Elenco[4]
| Hugo Bonemer        | Ayrton Senna    |  |            |
| Victor Maia         | O engenheiro    |  |            |
| João Vitor Silva    | Beco            |  |            |
| Lucas Vasconcelos   | Wandson         |  |            |
| Pepê Santos         | Wandson         |  |            |
| Gabriel Demartine   | Vários          |  |            |
| Will Anderson       | Vários          |  |            |
| Leonardo Senna      | Milton da Silva |  |            |
| Adam Lee            | Vários          |  |            |
| Ivan Vellame        | Vários          |  |            |
| Kiko do Valle       | Vários          |  | Engenheiro |
| Natasha Jascalevich | Vários          |  |            |
| Estrela Blanco      | Vários          |  |            |
| Karine Barros       | Vários          |  |            |
| Lana Rhodes         | Neyde Senna     |  |            |
| Bruno Carneiro      | Vários          |  |            |
| Douglas Cantudo     | Vários          |  |            |
| Juliano Alvarenga   | Vários          |  |            |
| Marcella Collares   | Vários          |  |            |
| Marcelinton Lima    | Vários          |  |            |
| Olavo Rocha         | Vários          |  |            |
| Laura Braga         | Vários          |  |            |
| João Canedo         | Vários          |  |            |
| Paula Raia          | Vários          |  |            |
| Norrana Hadassa     | Vários          |  |            |
| Pedro Valério Lopez | Vários          |  |            |
| Lucas Drummond      | Vários          |  |            |

## Produção
Vinte e quatro pessoas compõem o elenco do musical entre atores, cantores, bailarinos e acrobatas. O elenco foi formado após audição entre 100 pessoas.
O espetáculo tem movimento e velocidade, com especial atenção aos sons e luzes, além de números aéreos e pendulares. Por isso a direção fica por conta de Renato Rocha, diretor que desenvolveu uma carreira internacional por quase 10 anos, reconhecido por unir circo e teatro em suas produções. Tanto os cenários, quanto os sons e luzes, envolvem e levam o espectador para dentro de uma disputa de Fórmula 1. Já os números aéreos e acrobacias, representam no palco a velocidade que fazia parte da vida do piloto.
O cenário da peça traz referência às pistas de Fórmula 1 com os elementos inerentes ao mundo da velocidade, entre eles destacam-se; pneus, capacetes, boxes e faixas. Um pneu com 6m de altura e 3,5m de comprimento é usado como um elemento acrobático em movimento e utilizado para as coreografias. O cenário também conta com um painel de LED de 6m x 7,5m de altura, além de boxes que simulam as garagens da F1, montados nas laterais do palco, abrigando a banda.
A banda presente no espetáculo conta com dois regentes e os seguintes instrumentos; piano, teclado, bateria, guitarra, baixo, trombone, trompete, fliscorne, saxofones, clarinete, além de samplers e sintetizadores.
Foi criada uma web série em que os bastidores da produção do musical é revelado na página do espetáculo no Facebook.

## Exposição
Junto a temporada do musical no Rio de Janeiro, esteve em exibição a exposição "Senna Sempre" na entrada do Teatro Riachuelo. A mostra contou com itens da carreira de Ayrton com fotos exclusivas, réplicas de capacetes, vídeo projeções dos carros e etc. A exposição aconteceu de terça a domingo, gratuitamente. Igualmente em São Paulo, a exposição aconteceu no Teatro Sérgio Cardoso no mesmo período de exibição da peça.

## Nos cinemas
O musical foi filmado no dia 5 de abril de 2018 para ser exibido em mais de 70 salas de cinema do Brasil por tempo limitado a partir de 1º de maio do mesmo ano. A ação foi fruto de uma parceria da Aventura Entretenimento e da Orange Group, com apoio da família Senna. A iniciativa fez parte do Cine Experience e foi apresentada pelo Bradesco, com apoio cultural das Lojas Riachuelo. Para transformar o espetáculo de teatro em um filme para o cinema, foram utilizados drones, gruas e até mesmo efeitos de slow motion.

## Peça itinerante
Entre novembro e dezembro de 2019, o musical foi apresentado de forma itinerante através de uma caravana composta por um caminhão-palco, além de outros veículos de produção e diversos artistas. O caminhão se transformava em palco com uma tecnologia que elevava o teto, além de contar com uma estrutura de iluminação e som para apresentação do espetáculo.
Durante o final de semana de apresentação, também foram oferecidas atividades para as crianças, como a exibição de filmes sobre o Senninha. Foram apresentados workshops de canto, dança e interpretação, além de sessões de stand-up.
Esse espetáculo representou uma nova montagem, com novo texto e nova direção. O elenco foi formado por doze atores, que são cantores e dançarinos. As apresentações foram em São José dos Campos, Taubaté e Guaratinguetá, no interior de São Paulo e Resende e Volta Redonda, no Rio de Janeiro.

## Prêmios e Indicações
| Ano  | Prêmio               | Categoria   | Indicação        | Resultado | Fonte  |
| ---- | -------------------- | ----------- | ---------------- | --------- | ------ |
| 2017 | Cesgranrio de Teatro | Melhor Ator | Hugo Bonemer     | Indicado  | [ 9 ]  |
| 2018 | Prêmio Bibi Ferreira | Revelação   | João Vitor Silva | Indicado  | [ 10 ] |